# Herresta och Ista
Herresta och Ista är en av SCB avgränsad och namnsatt småort i Sigtuna kommun i Stockholms län. den omfattar bebyggelse i Herresta och Ista, belägnan norr om Märsta i Odensala socken.